# Yoshio Fujimoto
Yoshio Fujimoto, né le 29 janvier 1960, est un ancien pilote de rallyes japonais.

## Biographie

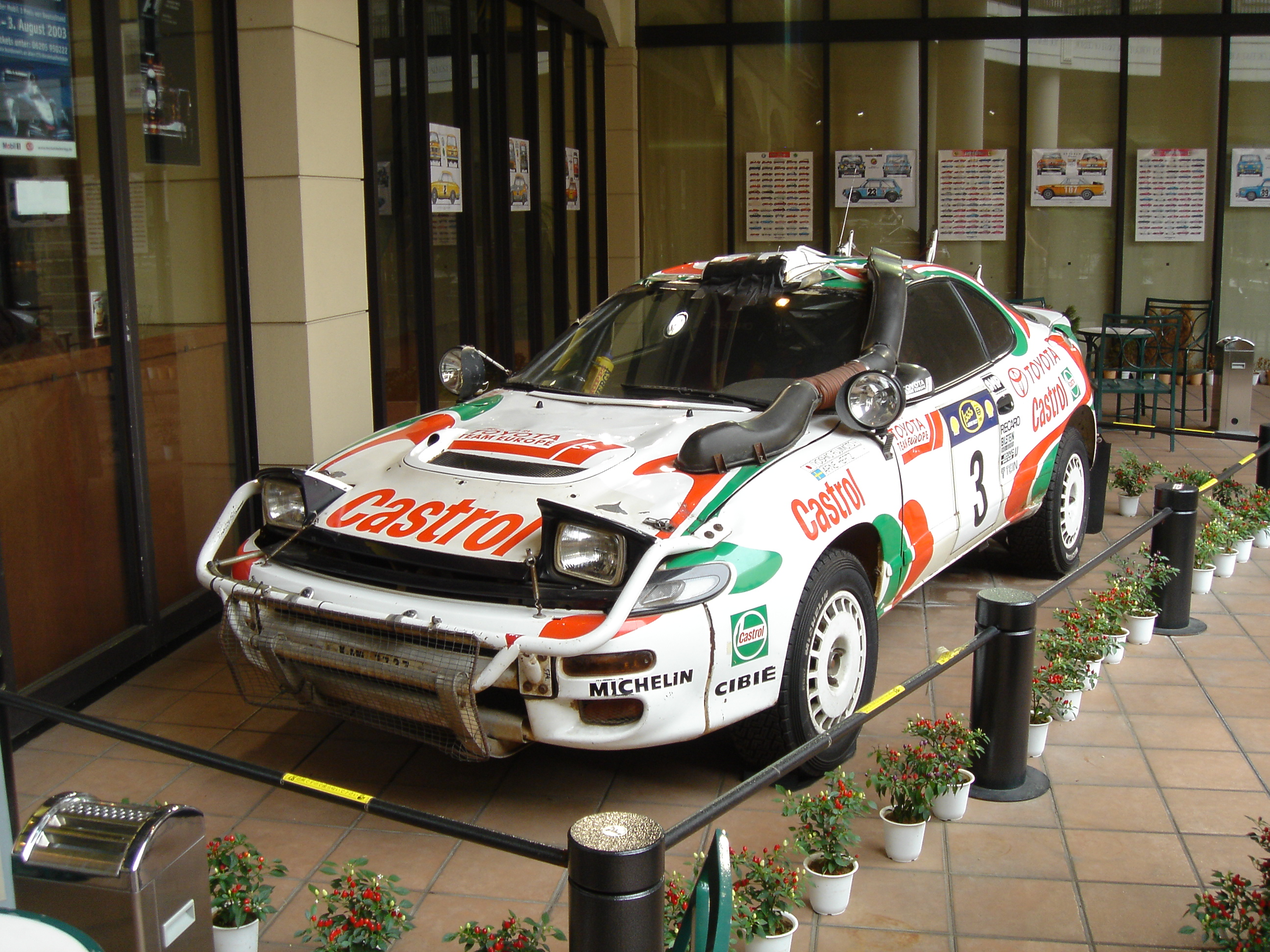
Sa Toyota Celica Turbo 4WD ST185, véhicule vainqueur du Rallye Safari en 1995.

Ce pilote nippon a débuté en compétition automobiles en 1982. Sa carrière s'est achevée en 1999.
Il a couru sur Nissan Pulsar au début des années 1990, passant sur Mitsubishi Lancer RS en 1993, puis Toyota Celica Turbo 4WD de 1994 à 1997, et Toyota Corolla en 1998.
Fujimoto a participé régulièrement au WRC en 1994, sur sa Toyota Celica Turbo 4WD ST185 du Toyota Castrol Team (meilleurs classements WRC: 4e au rallye d'Indonésie en 1996, et 5e en 1997).
Il a fini sa carrière chez Tein Sport Team de 1996 à 1999, après ses deux années chez Toyota Castrol.

## Palmarès
- 1998: Champion d'Asie-Pacifique des rallyes (APRC), sur Toyota Corolla WRC;

## Victoire en championnat du monde des constructeurs FIA 2-Litre
- 1995: 43e Rallye du Kenya (copilote le suédois Arne Hertz, sur Toyota Celica Turbo 4WD - Toyota Castrol Team)

## Victoire en APRC
- 1998: 2e Rallye de Chine (copilote le néo-zélandais Tony Sircombe, sur Toyota Celica GT-Four)

## Divers
Durant l'année 1995 il participe au développement du jeu vidéo SEGA RALLY CHAMPIONSHIP.